# Rosenorden

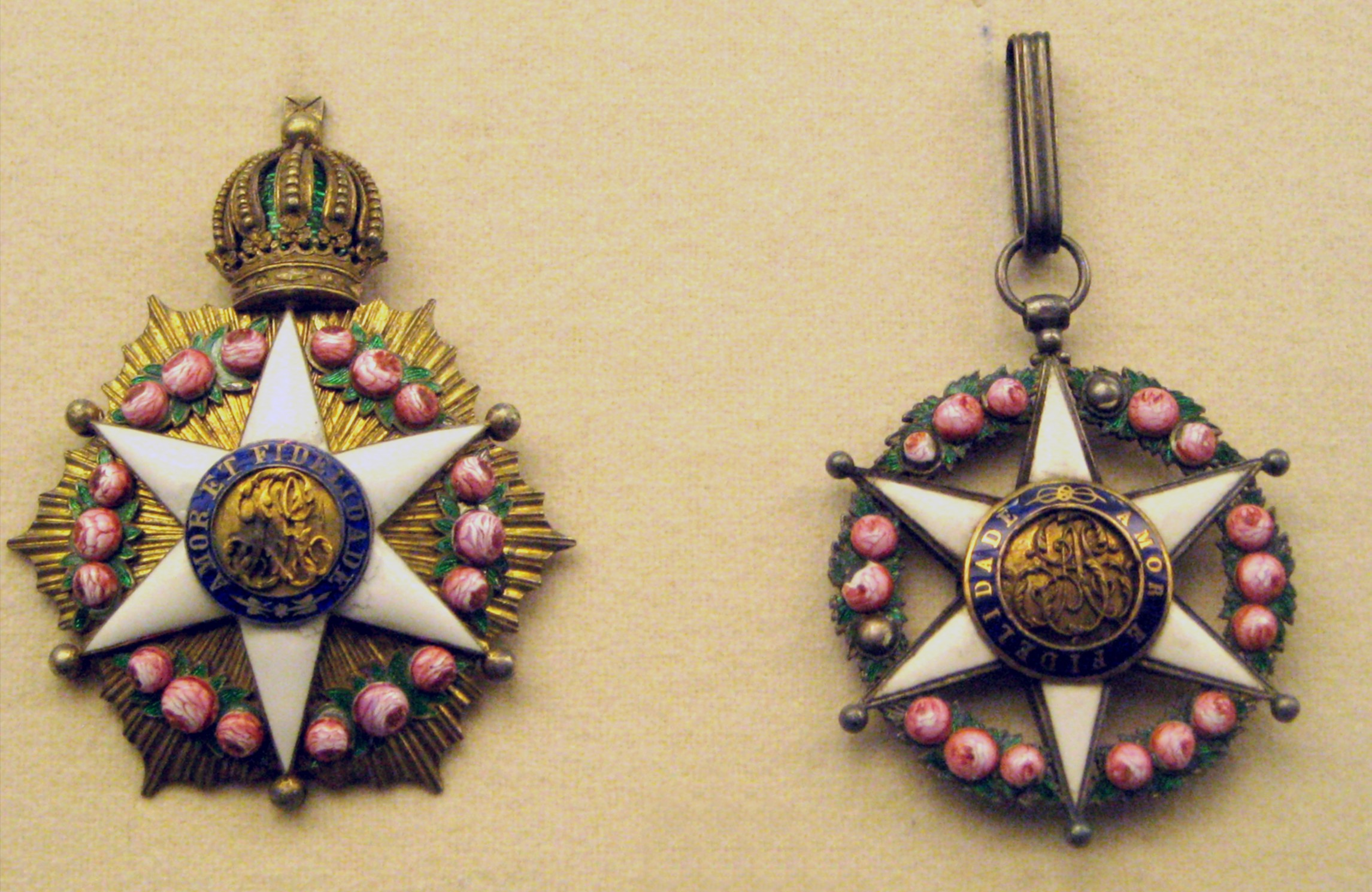
Kejs. Brasilianska Rosenorden.

Kejserliga Brasilianska Rosenorden (portugisiska: Imperial Ordem da Rosa) är en brasiliansk riddarorden som kejsar Peter I av Brasilien instiftade den 17 oktober 1829 för att fira sitt äktenskap med Amalia av Leuchtenberg. Den 22 mars 1890 avskaffades orden som nationellt ordenstecken av den interimistiska regeringen República Velha.

## Utformning
Rosenorden fanns i sex klasser: storkors, stordignitärer, dignitärer, kommendörer, officerare och riddare. Ordenstecknet utgjordes av en sexstrålig gyllene, vitt emaljerad stjärna, med en gyllene mittsköld, som bär bokstäverna P.A. och omges av en mörkblå slinga med inskriften "Amor e fidelidade" (kärlek och trohet), varjämte stjärnans strålar sammanbindas genom en krans av rosor. Ordensbandet är rosenrött med två vita strimmor.

## Rosenorden som en husorden
Efter avsättningen 1889 av den sista brasilianska monarken, kejsare Peter II, fortsätter orden som en husorden och delas ut av ledarna för huset Orléans-Bragança, pretendenter till den inte längre förekommande brasilianska tronen.